# Eugène Corbin

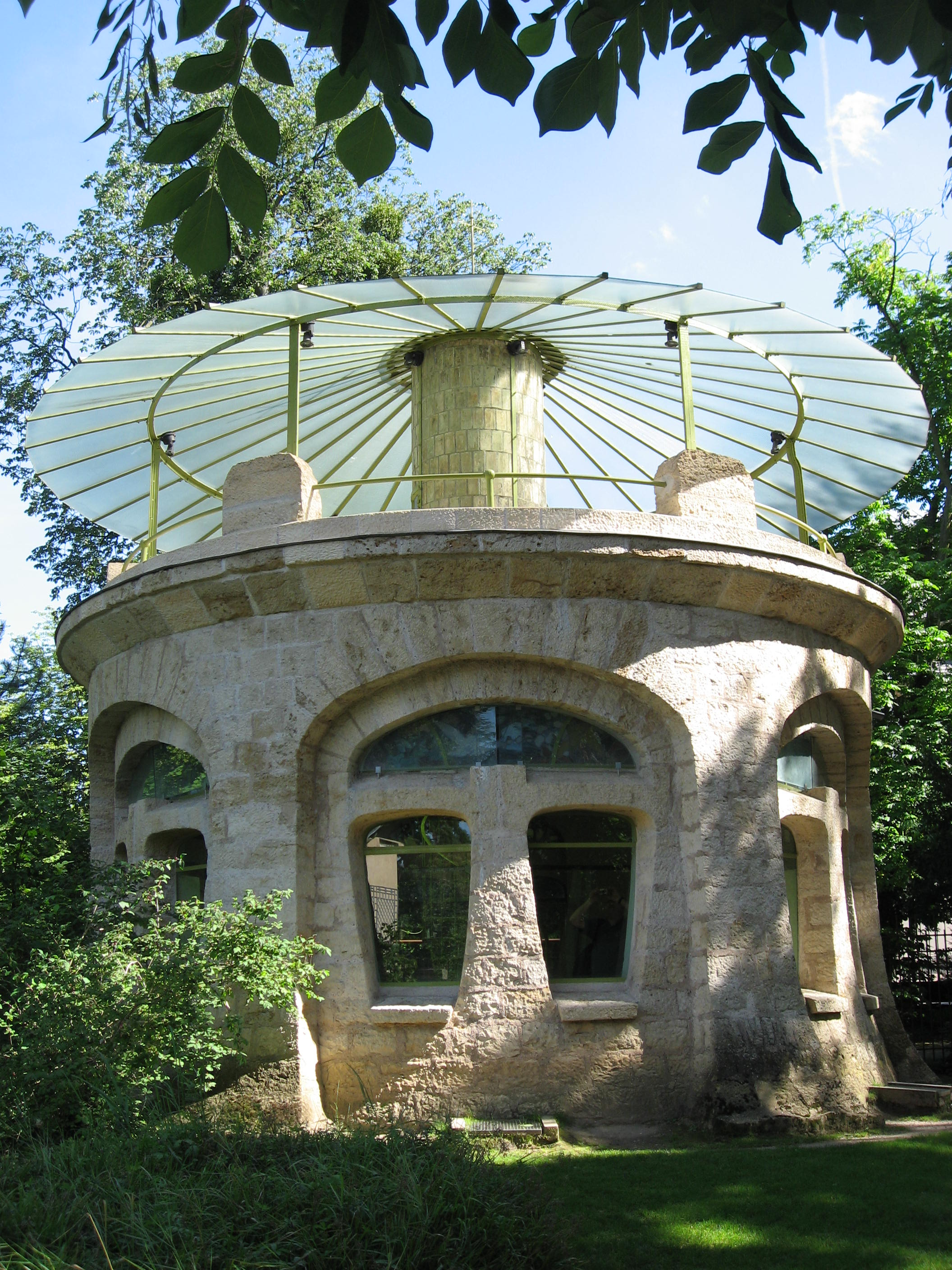
Aquarium des Landsitzes von Corbin. Heute Teil des Musée de l’école de Nancy. Bauherr: Eugène Corbin, 1904. Architekt: Lucien Weissenburger.

Jean-Baptiste Corbin, gewöhnlich genannt Eugène Corbin (* 26. Februar 1867 in Nancy; † 3. November 1952 in Neuilly-sur-Seine) war ein französischer Unternehmer und Kunstmäzen.
Eugène Corbin war das vierte Kind von Antoine Corbin. dem Gründer der Magasins Réunis, einer Warenhausgruppe mit Sitz in Nancy. Er war auch, gemeinsam mit seinem Schwager selbst in diesem Unternehmen führend tätig, war aber zugleich besonders kulturinteressiert. Anlässlich einer Vergrößerung des Warenhauses beauftragte Corbin den Architekten Lucien Weissenburger und Künstler der École de Nancy wie Louis Majorelle, Jacques Grüber, Victor Prouvé, Alfred Finot, Jules Cayette und Henri Suhner mit dem Umbau und der Ausstattung. 1909 war Corbin Mitbegründer der Zeitschrift Art et Industrie. Im Ersten Weltkrieg engagierte sich Corbin besonders für die Technik der Camouflage (Tarnung) im Rahmen der französischen Armee.
Corbin schenkte 1935 seine bedeutende, mehr als 600 Objekte umfassende Sammlung an Jugendstilobjekten seiner Heimatstadt Nancy. Seit 1964 beherbergt seine ehemalige Villa das Musée de l’École de Nancy.